# Paul Revere (Freiheitskämpfer)

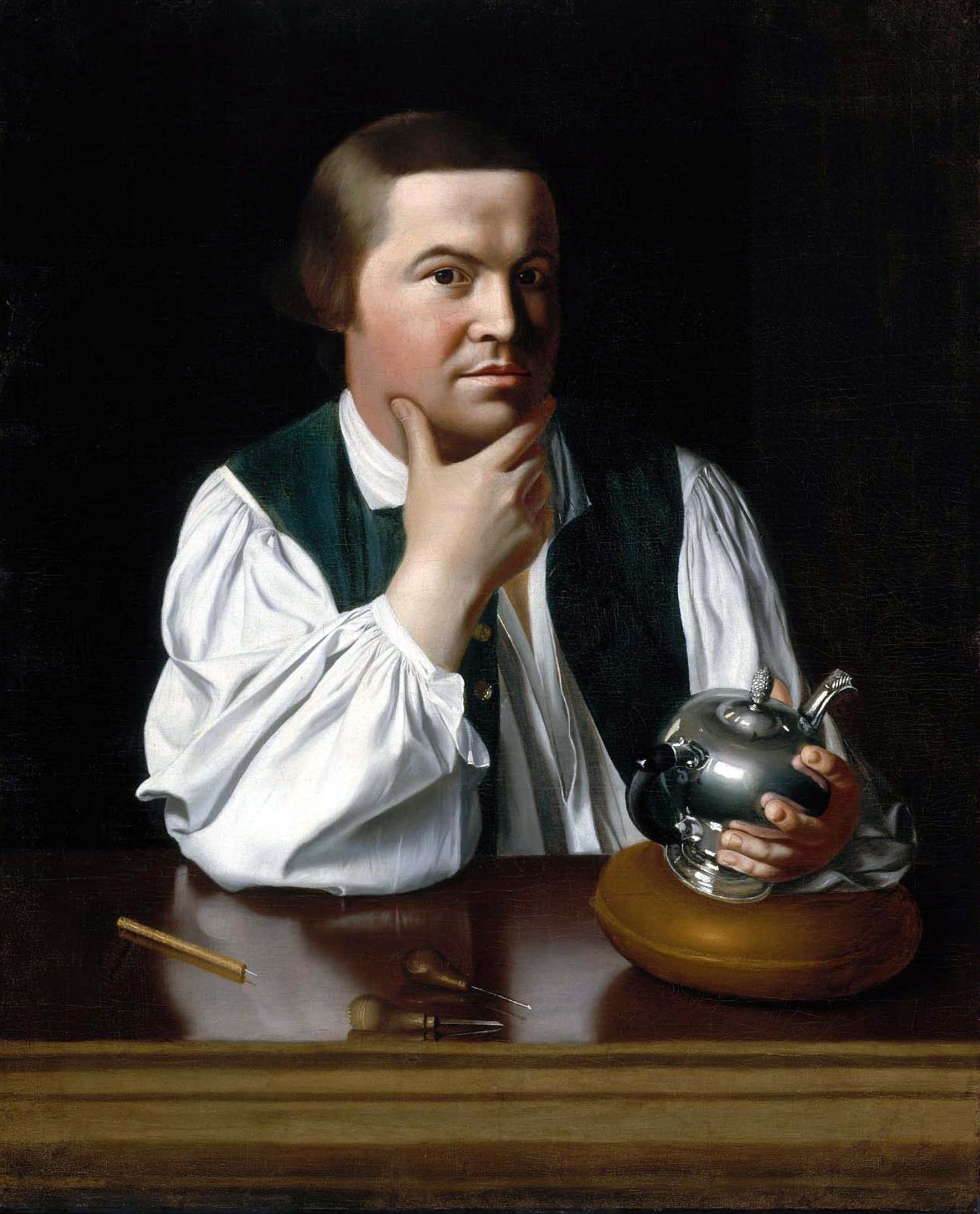
Paul Revere, Gemälde von John Singleton Copley (1768)

Paul Revere (getauft am 22. Dezember 1734jul. / 2. Januar 1735greg. in Boston, Province of Massachusetts Bay; † 10. Mai 1818 ebenda) war ein US-amerikanischer Freiheitskämpfer.  Er war Mitglied der Söhne der Freiheit und nahm an der Boston Tea Party (1773) teil.

## Leben

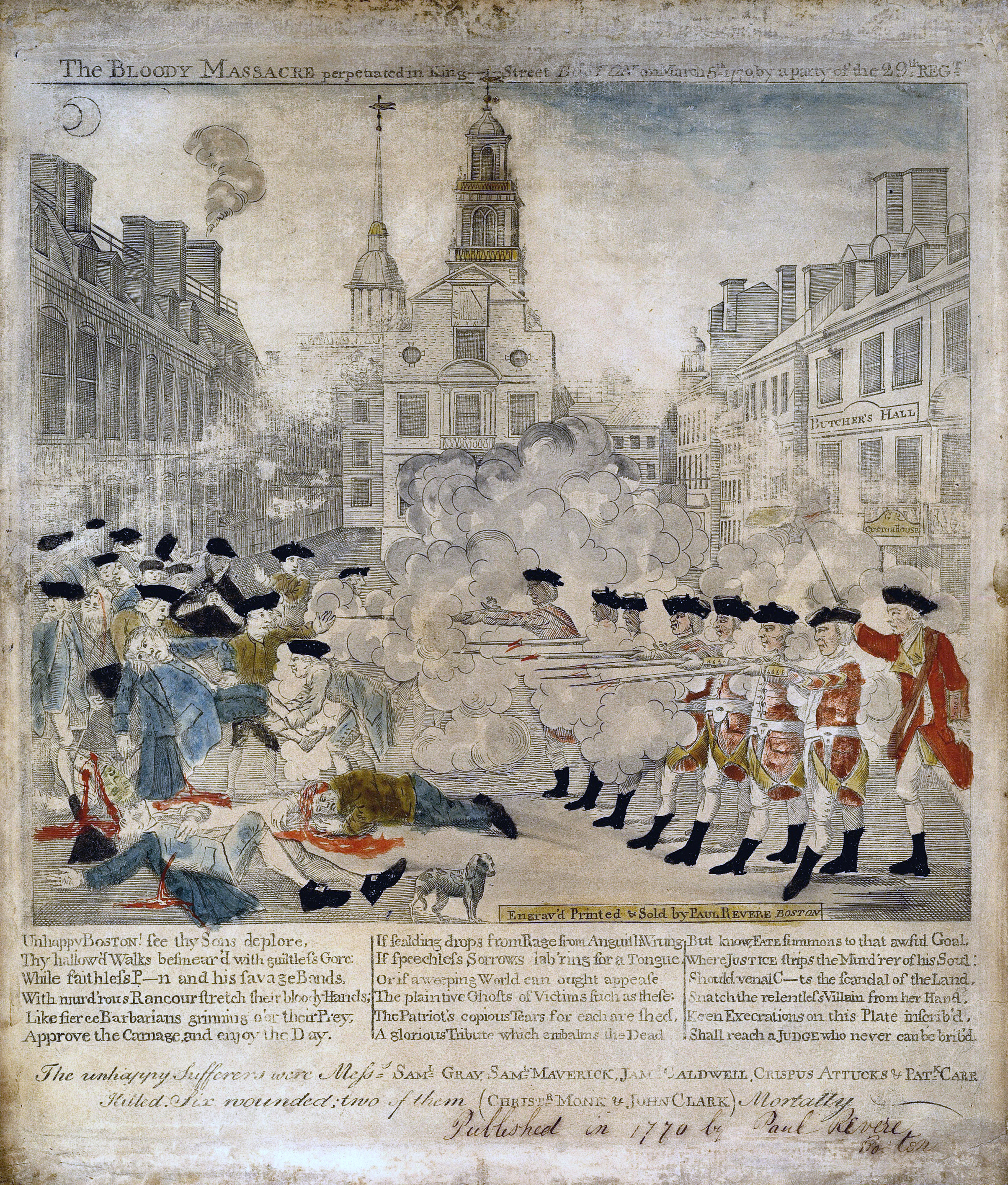
Henry Pelham: The Bloody Massacre Perpetrated in King Street Boston on March 5th, 1770. Der kolorierte Kupferstich aus Reveres Werkstatt entstand drei Wochen nach dem Vorfall. Die Drucke erfuhren eine weite Verbreitung und erzielten eine erhebliche propagandistische Wirkung.

Paul Revere erlernte die Berufe des Silberschmieds und des Buchdruckers und war als Grafiker und als Zahntechniker tätig. 
Die Druckvorlage für Paul Reveres berühmten kolorierten Kupferstich, einer Darstellung des Boston Massacre von 1770, wurde von Henry Pelham erstellt. Pelham war wütend, als er erfuhr, dass sein Freund Revere seine Illustration ohne seine Erlaubnis verwendet hatte.
Bei Ausbruch des Unabhängigkeitskrieges wurde Revere Nachrichtenkurier für die Bostoner Patrioten. Zusammen mit zwei anderen Reitern (William Dawes und Samuel Prescott) unternahm er am 18. April 1775 den berühmten Mitternachtsritt von Boston nach Lexington und Concord, um die Einwohner vor den herannahenden britischen Truppen zu warnen. Diese Episode wurde später von Henry Wadsworth Longfellow – einem Enkel des Generals Peleg Wadsworth – in dem berühmten Gedicht Paul Revere’s Ride verewigt. Paul Revere wurde damit einer der Nationalhelden der amerikanischen Revolution.
Den im eigentlichen Sinn historischen Ritt, der die amerikanischen Kolonisten tatsächlich über den Angriff der Briten unterrichtete, unternahm hingegen der Kurierreiter Israel Bissell (1752–1823) vom 19. bis 24. April 1775. Bissell legte die 345 Meilen zwischen Watertown und Philadelphia in vier Tagen und sechs Stunden zurück, während Revere lediglich neunzehn Meilen zwischen Boston und Cambridge unterwegs war. Im Gepäck hatte Bissell eine Botschaft von General Joseph Palmer, die bei jedem Stopp kopiert und neu verteilt wurde.
Im Krieg diente Revere zunächst als Major der Infanterie und wurde 1776 zum Colonel der Artillerie in der Miliz von Massachusetts befördert. Sein einziger echter Kampf gegen britische Truppen fand während der Penobscot Expedition statt, die ein Desaster für die amerikanischen Truppen darstellte. In mehreren Berichten von Teilnehmern der Expedition – unter anderem in dem des stellvertretenden Generals Peleg Wadsworth – wurde Revere der Feigheit und unsoldatischen Verhaltens bezichtigt. So hatte er beispielsweise den Befehl, mit seiner Barkasse die Besatzung eines Schoners zu retten, verweigert, da er sein Gepäck nicht in Gefahr bringen wollte. Seine Fähigkeiten als Artilleriekommandant wurden ebenfalls mehrfach angezweifelt. In Anhörungen nach dieser Expedition wurde Revere nahegelegt, den Dienst zu quittieren. Um seinen Namen reinzuwaschen, forcierte er in der Folge eine Anhörung vor einem Kriegsgericht, das ihn im Februar 1782 nach dem Sieg bei Yorktown von allen Anschuldigungen freisprach, da man auch bereits Commodore Dudley Saltonstall die gesamte Schuld für das Scheitern der Expedition gegeben hatte und nach dem eigenen Sieg nun gar kein Interesse mehr daran hatte, sich weiter mit dem Desaster in der Penobscot Bay zu befassen.
Nach dem Krieg arbeitete er wieder als Silberschmied und Graveur. Er erkannte früh den wachsenden Markt für Kirchenglocken und wurde einer der bekanntesten Glockenhersteller. Er war Großmeister der Freimaurer und in einigen sozialen Projekten involviert.

## Ehrungen
1871 benannte sich die selbständig gewordene Stadt Nord-Chelsea (Massachusetts) in Revere um. Deren Strand trägt den Namen Revere Beach. 1951 wurde eine US-amerikanische Militärsiedlung in der jetzigen Karlsruher Nordstadt Paul Revere Village genannt, 1984 erhielt eine Wohnanlage in Millbury (Massachusetts) denselben Namen. 1989 wurde in Los Angeles die Paul Revere Middle School gegründet.
In dem von Robert Stevenson inszenierten Walt-Disney-Film Johnny Tremain (1957) nach dem Roman von Esther Forbes wird Paul Revere von Walter Sande verkörpert.

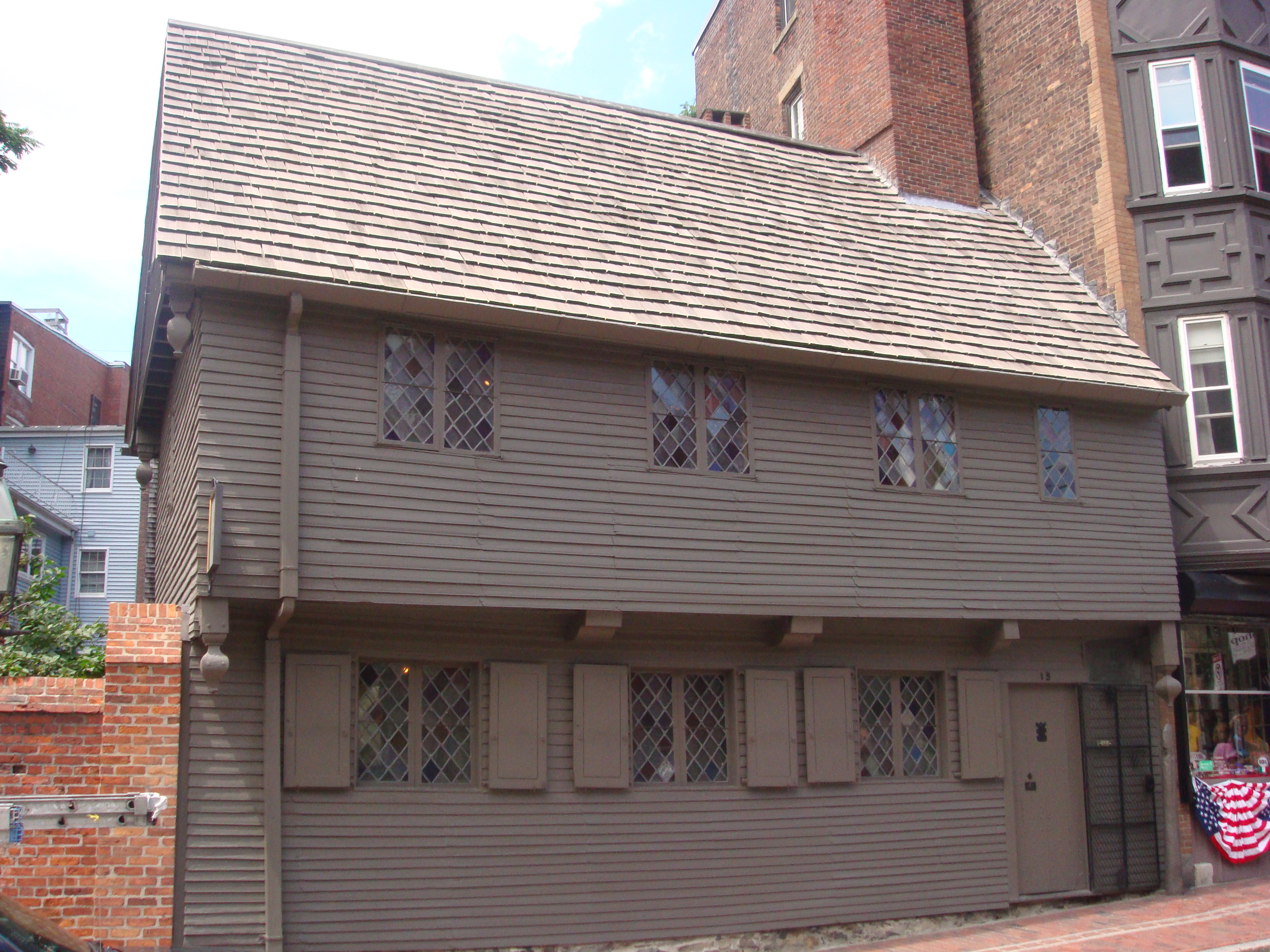
Paul Reveres Wohnhaus in Boston
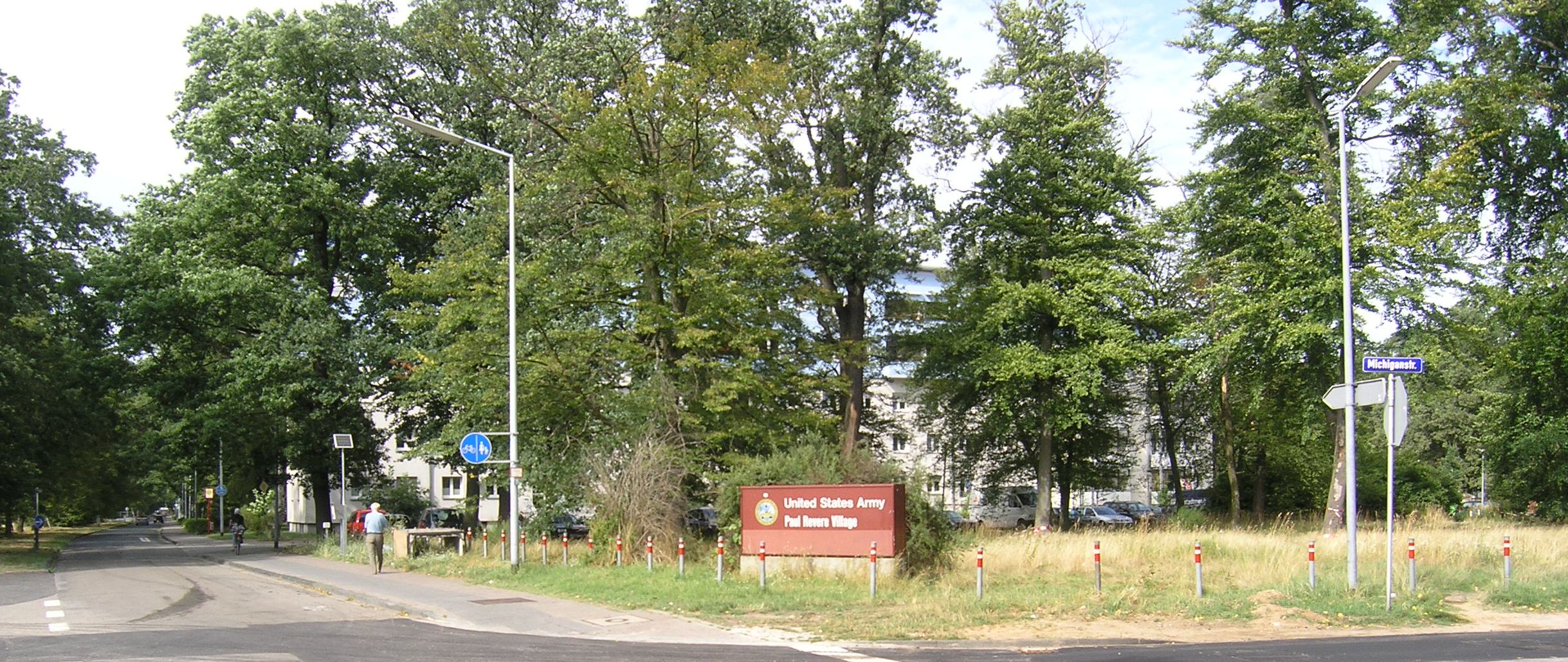
Paul Revere Village in Karlsruhe
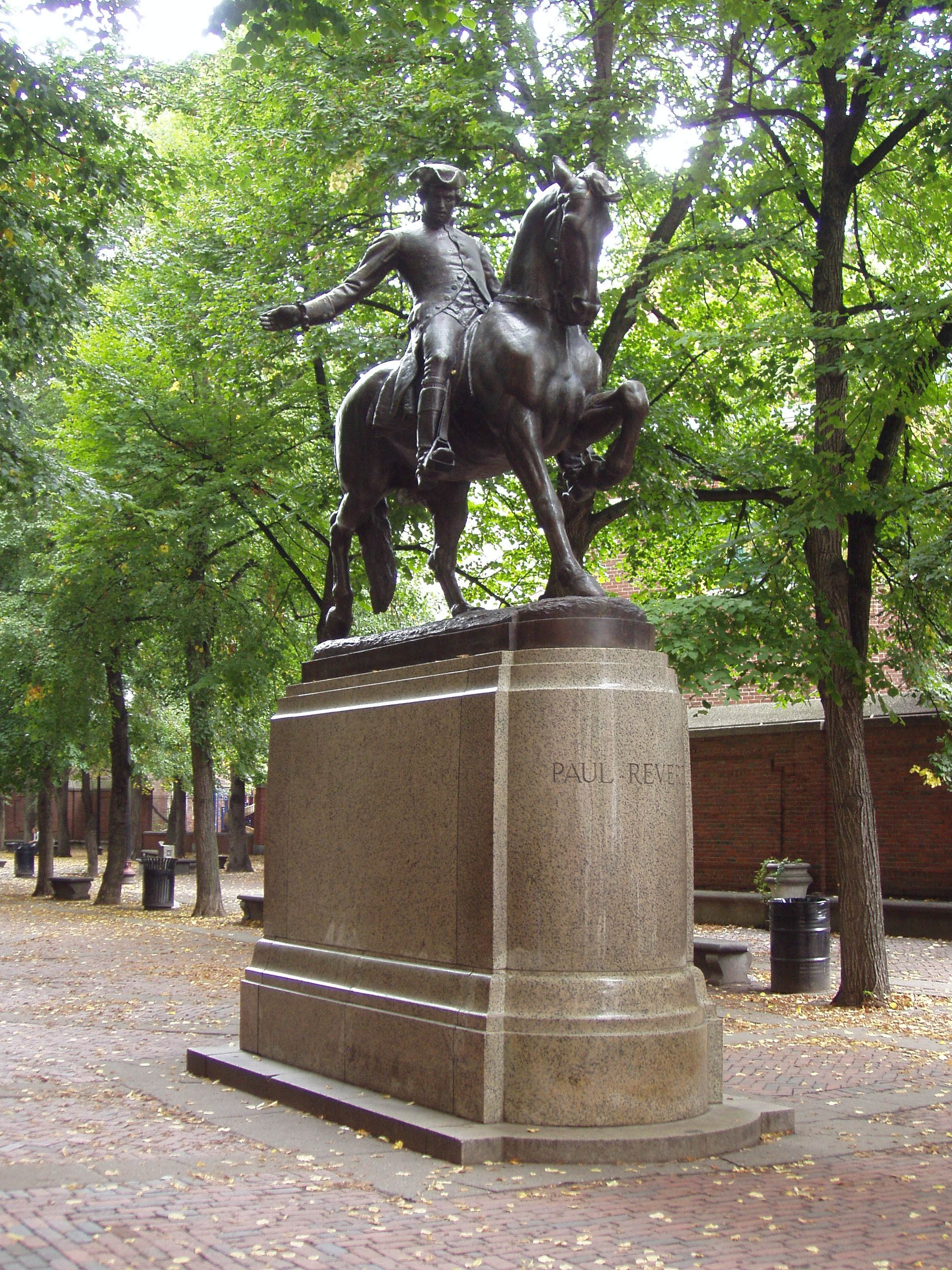
Cyrus Edwin Dallin: Reiterstandbild von Revere in Boston